# Джуманджи (мультсериал)
«Джуманджи» — мультсериал, созданный в 1995—1999 годах по одноимённому фильму режиссёра Джо Джонстона. Всего вышло 40 серий.

## Сюжет
В сериал внесены некоторые изменения, не связанные с киноверсией «Джуманджи». Каждый раз, бросая кубики, игрок получает «подсказку игры», затем его «засасывает» в джунгли. Алан застрял в игре, не зная своей подсказки. Джуди и Питер пытаются помочь ему выбраться. В игре иногда встречаются другие игроки, попавшие туда по разным причинам. Кроме того Питер эпизодически превращался в различных животных. В заключительном эпизоде, используя кристалл, который показывает прошлое, дети и Алан наконец находят его подсказку. Он не запомнил её потому, что мама позвала его на обед, и он отвернулся от игры. Как только он наконец узнал свою подсказку, то решил её с Джуди и Питером и наконец выбрался из Джуманджи раз и навсегда.

## Персонажи
Алан Пэрриш (англ. Alan Parrish) — компаньон Питера и Джуди в Джуманджи. Он застрял в игре, когда был ещё мальчиком. В одной из серий показано, что он был богатым ребёнком десяти с половиной лет, сыном владельца фабрики обуви. Он обладал очень плохими навыками выживания и пережил свой первый день благодаря помощи Джуди и Питера из будущего. Он изучил по крайней мере несколько вещей о выживании в Джуманджи. Джуди и Питер наконец освобождают его в конце сериала, помогая ему найти и решить его оригинальную подсказку. Он постоянно пытается покинуть Джуманджи и иногда преуспевает, но оказывается пойманным обратно в игру, пока наконец не освобождается, решив свою давно потерянную подсказку «Сделать добро решись без колебаний, это избавит тебя от страданий».
Джуди Шепард (англ. Judy Shepherd) — старшая сестра Питера. (Ей 13, согласно 3 серии 2 сезона «Игра Брентфорд».) Она — отличница, и часто её высмеивают из-за этого, хотя она весьма сообразительна. Джуди не слишком везёт с мальчиками-сверстниками, как показано в различных эпизодах.
Питер Шепард (англ. Peter Shepherd) — младший брат Джуди. (Во 2 серии 2 сезона «Око Моря» говорит, что ему девять лет.) Он ещё ребёнок, создаёт проблемы и постоянно говорит: «Клёво». Игра часто превращает его в различных животных из-за вранья или попыток сжульничать. Он может также говорить с племенем Манджи (по-видимому, Алан научил его) и водит с ними дружбу, потому что спас их вождя Боба.
Тётя Нора Шепард (англ. Aunt Nora Shepherd) — тётя и законный опекун Питера и Джуди. Пару раз случайно попадала в игру, но её подсказки были решены с помощью Алана и детей. Оба раза дети убеждают её, что это была всего только иллюзия. Притом, она не узнаёт Алана в реальном мире. Позже, после того, как Алан наконец был освобождён Джуди и Питером, у них возможны романтические отношения. Она — врач и занимается аэробикой, благодаря которой в Джуманджи смогла победить королеву амазонок Джину.
Вождь Боб и Племя Манджи (англ. Tribal Bob and The Manji Tribe) — уроженцы Джуманджи. Носят маски размером с самих себя (либо являются масками). Питер и Алан знают их язык. Питер даже ненадолго становился одним из Манджи. В зависимости от настроения они могут быть то добрыми, то злыми, но Вождь всегда готов помочь Питеру.
Кроме того, в Джуманджи есть много опасных людей. Большинство появляются только однажды. Среди возвращающихся персонажей:
Ван Пелт (англ. Van Pelt) — охотник, который хочет всех перестрелять и повесить головы на стене своего охотничьего дома. Охотится на всё, будь то человек или животное, утверждая, что таков «Закон Джуманджи» (8 серия 1 сезона) — преследовать или быть добычей («убей или тебе крышка!») Высокомерен, считает себя красавцем. Любимое ругательство — если что-нибудь идёт не так — «Blast» («Проклятье!» или «Тьфу на вас!»). Неуязвим, в одном из эпизодов был сброшен Питером в бездонную яму, но вернулся. Является неотъемлемой частью игры — «в Джуманджи всегда будет ван Пелт!» (или «в Джуманджи должен быть ван Пелт!») — и за такое жульничество Джуманджи начала превращать Питера в его подобие.
Кидайло Слизь (англ. J.H. «Trader» Slick, «Торговец» Джей Хайрон Слик) — хитрый, докучливый торговец. Утверждает, что в его магазине есть абсолютно всё. Большинство его цен чрезвычайно высоки, хотя он может обменять ценную вещь на бесполезную. Он всегда говорит своё полное имя, которое иногда изменяется. Некоторые из вещей, которые он продал, включают: редкую рубиновую краску, времяповторитель, гигантскую микстуру для Питера, зеленоватую жидкость, которую он выдал за противоядие, одноразовую карту выхода из Джуманджи, микстуру любви для Джуди и даже моторную лодку, купленную юным Аланом.
Профессор Ибсен (англ. Professor J.S. Heinrich Ibsen, Профессор Дж. С. Генрих Ибсен) — безумный учёный эпохи стимпанка. Изобретает опасные машины в форме растений и животных Джуманджи, которые усложняют игру. Иногда использует тяжёлую технику наподобие катков, кранов и экскаваторов. Ежедневно посылает сообщение о состоянии игры по джунглям. Его дом часто подвергается разрушениям, но после восстанавливается. (В одной из серий делается намёк, что он сам — машина.) Ибсен — «Master Builder» (5 серия 1 сезона), Главный Строитель Джуманджи; это аллюзия на пьесу Генриха Ибсена «Bygmester Solness», в английском переводе «The Master Builder» (в русском «Строитель Сольнес»).
Также в различных эпизодах встречаются:
Людвиг фон Рихтер (англ. Ludwig Von Richtor) — охотник, считающий себя лучше Ван Пелта и устраивающий с ним состязание в виде охоты за Аланом.
Хранитель Игры (англ. Stalker, Protector of Jumanji) — выглядит как скелет в чёрном плаще и широкополой шляпе с пером. Его боятся и ван Пелт, и Слик, и Ибсен. Люто ненавидит попытки уничтожить игру или сделать её непроходимой, а также угрозы в её адрес. Обычно обитает на самых нижних уровнях, где располагаются гигантские механизмы, управляющие Джуманджи.
Джина — королева амазонок (англ. Queen Gina). Хотела насильно женить на себе Алана, но была побеждена в поединке тётей Норой, когда та второй раз попала в Джуманджи.
Капитан Ишмаель Злин (англ. Captain Ishmael Squint, Капитан Измаил Сквинт, Капитан Косоглазие Сквид) — очень грубый пират, в молодости бороздивший море Джуманджи. Однажды морской змей Дракен откусил ему нос, вынув душу, и капитан отчаянно хотел отомстить Дракену, но тот утащил его под воду (серия «Око Моря»). Он выжил и был похищен демоническими русалками. Появлялся ещё в одной серии.
Астон Филипс (англ. Aston Philips) — мелкий, жадный авантюрист. Он считает себя самым большим и самым храбрым, предавая даже своих агентов: Алана, Джуди и Питера. Он часто говорит «Астон Филипс сделал это снова». Превратился в ребёнка.
Судья (англ. The Judge) — единственная разумная обезьяна в Джуманджи, главенствующая над всеми остальными обезьянами. Стремится везде и во всём установить своё собственное правосудие. При поддержке ван Пелта, Ибсена и Слика обвинил Алана, а вместо него в тюрьму Джуманджи отправился Питер.
Полицейский Карл Бентли (англ. Officer Carl Bentley) — патрульный полицейский в Брентфорде, раньше работал на обувной фабрике Самуэля Пэрриша, отца Алана. По долгу службы часто сталкивается с прорывами Джуманджи в реальность, но игра, по-видимому, не только устраняет разрушения в городе после решения загадки, но и удаляет память о них.

## Список серий

### Сезон 1 (1996—1997)
| № | #  | Название                                              | Режиссёр | Сценарист | Показ в США |
| --- | -- | ----------------------------------------------------- | -------- | --------- | ----------- |
| 1 | 1  | «Цена» «The Price»                                    | TBA      | TBA       | TBA         |
| Питер и Джуди Шепард находят настольную игру на их чердаке, но как только они кидают кости, их засасывает в опасный мир джунглей Джуманджи с таинственной подсказкой «как лёд зимой, да высок ценой»/ Там они сталкиваются с Ван Пелтом, злобным охотником, готовым убить их как животных. Но они спасены Аланом Пэрришем, который двадцать три года назад был пойман в ловушку в Джуманджи ещё ребёнком. |    |                                                       |          |           |             |
| 2 | 2  | «Торг по времени» «Bargaining for Time»               | TBA      | TBA       | TBA         |
| Алан, Питер и Джуди сталкиваются с Торговцем Сликом, который предлагает им купить у него Бесплатный билет из Джуманджи, но заламывает за него невероятно высокую цену. Джуди обменивает его на сломанные часы, солгав, что это прибор для управления временем. Но ещё ложь оборачивается правдой и попав в реальный мир они обнаруживают, что время остановилось, и вдобавок Питер превратился в черепаху. Они возвращаются в игру, чтобы вернуть часы, но Слик не собирается расставаться с ними так просто. |    |                                                       |          |           |             |
| 3 | 3  | «Личность в маске» «Masked Identity»                  | TBA      | TBA       | TBA         |
| Алан украл у племени Манджи священный ключ от выхода из игры и теперь пытается скрыться от разъярённых дикарей и одновременно ищет выход, следуя подсказкам ключа, который оказался говорящим. Питер и Джуди не могут найти Алана, но натыкаются на преследующих его Манджи и, узнав, что те тоже "ищут Алана", присоединяются к ним. Питер проникается обычаями и культурой Манджи и, пройдя посвящение, становится одним из них.                                                                            |    |                                                       |          |           |             |
| 4 | 4  | «Выкуп рыженькой» «Ransom of Redhead»                 | TBA      | TBA       | TBA         |
| Питер и Джуди готовятся играть в Джуманджи, но тётя Нора злится на игру. Она швыряет кости, и оказывается засосанной в игру вместе с Питером и Джуди. Теперь Питер, Джуди и Алан вынуждены оберегать тётю Нору, полагающую, что всё происходящее всего лишь сон, от опасностей Джуманджи. А Ван Пелт, узнав, кто она такая, задумывает использовать её как приманку. |    |                                                       |          |           |             |
| 5 | 5  | «Мастер-строитель» «Master Builder»                   | TBA      | TBA       | TBA         |
| 6 | 6  | «Без костей» «No Dice»                                | TBA      | TBA       | TBA         |
| После того, как Питер едва не погибает, Алан, мучимый чувством вины, решает, что Джуманджи слишком опасна для его друзей. Когда дети выполняют свою подсказку, он хватает Джуди за руку, и, выйдя на короткое время из игры, забирает с собой кости, лишив Питера и Джуди возможности попасть в Джуманджи. |    |                                                       |          |           |             |
| 7 | 7  | «Любовь на скалах» «Love on the Rocks»                | TBA      | TBA       | TBA         |
| 8 | 8  | «Закон Джуманджи» «The Law of Jumanji»                | TBA      | TBA       | TBA         |
| 9 | 9  | «Штормовая погода» «Stormy Weather»                   | TBA      | TBA       | TBA         |
| 10 | 10 | «Эль Полло Джуманджи» «El Pollo Jumanji»              | TBA      | TBA       | TBA         |
| 11 | 11 | «Прекрасный матч» «Perfect Match»                     | TBA      | TBA       | TBA         |
| 12 | 12 | «Подарок» «The Gift»                                  | TBA      | TBA       | TBA         |
| 13 | 13 | «Правда или следовательность» «Truth or Consequently» | TBA      | TBA       | TBA         |

### Сезон 2 (1997—1998)
| №  | #  | Название                                   | Режиссёр | Сценарист | Показ в США |
| -- | -- | ------------------------------------------ | -------- | --------- | ----------- |
| 14 | 1  | «Красный и чёрный» «The Red and the Black» | TBA      | TBA       | TBA         |
| 15 | 2  | «Морской глаз» «Eye of the Sea»            | TBA      | TBA       | TBA         |
| 16 | 3  | «Игра Бренфорд» «Brantford, the Game»      | TBA      | TBA       | TBA         |
| 17 | 4  | «Воздух Джуди» «Air Judy»                  | TBA      | TBA       | TBA         |
| 18 | 5  | «Дворец подсказки» «The Palace of Clues»   | TBA      | TBA       | TBA         |
| 19 | 6  | «Мастер игры» «The Master of the Game»     | TBA      | TBA       | TBA         |
| 20 | 7  | «Робо-Питер» «Robo-Peter»                  | TBA      | TBA       | TBA         |
| 21 | 8  | «Мальчик из грязи» «Mud Boy»               | TBA      | TBA       | TBA         |
| 22 | 9  | «Магический сундук» «The Magic Chest»      | TBA      | TBA       | TBA         |
| 23 | 10 | «Суд» «The Trial»                          | TBA      | TBA       | TBA         |
| 24 | 11 | «Загадка для Алана» «The Riddle of Alan»   | TBA      | TBA       | TBA         |
| 25 | 12 | «Ночь охотников» «Night of the Hunters»    | TBA      | TBA       | TBA         |
| 26 | 13 | «Заражение» «The Plague»                   | TBA      | TBA       | TBA         |

### Сезон 3 (1998—1999)
| № | #  | Название                                                 | Режиссёр | Сценарист | Показ в США |
| --- | -- | -------------------------------------------------------- | -------- | --------- | ----------- |
| 27 | 1  | «Три Питера» «The Three Peters»                          | TBA      | TBA       | TBA         |
| 28 | 2  | «Юный Алан» «Young Alan»                                 | TBA      | TBA       | TBA         |
| 29 | 3  | «Незванный гость» «The Intruder»                         | TBA      | TBA       | TBA         |
| 30 | 4  | «Ох, повзрослей» «Oh, Grow Up»                           | TBA      | TBA       | TBA         |
| 31 | 5  | «Возвращение Прищура» «Return of Squint»                 | TBA      | TBA       | TBA         |
| 32 | 6  | «Армагеддон» «Armageddon»                                | TBA      | TBA       | TBA         |
| 33 | 7  | «Любовное зелье» «Love Potion»                           | TBA      | TBA       | TBA         |
| 34 | 8  | «Чародейки из Джуманджи» «Sorceress of Jumanji»          | TBA      | TBA       | TBA         |
| 35 | 9  | «Абсолютное оружие» «The Ultimate Weapon»                | TBA      | TBA       | TBA         |
| 36 | 10 | «Кто я?» «Who Am I?»                                     | TBA      | TBA       | TBA         |
| Поле попадания гигантской шаровой молнии Питер и Джуди меняются личностями. Вскоре они обнаруживают, что подобные изменения коснулось всех обитателей Джуманджи, и попадают в плен к Ван Пелту, находящемуся в теле Алана. |    |                                                          |          |           |             |
| 37 | 11 | «Нечего бояться» «Nothing to Fear»                       | TBA      | TBA       | TBA         |
| Питеру снится кошмарный сон о том, как он средь бела дня оказывается в школе абсолютно голым. А попав в Джуманджи, герои сталкиваются с действием гипнотической машины Ибсена, которая материализует их самые потаённые страхи. Джуди боится тараканов, Питер — оказаться голым на публике, а Алан — состариться и умереть в Джуманджи.                    |    |                                                          |          |           |             |
| 38 | 12 | «Кукла» «The Doll»                                       | TBA      | TBA       | TBA         |
| Питер, устав от того, что им постоянно командуют и помыкают старшие, крадёт у шамана манджи волшебную куклу-вуду, чтобы отомстить всем своим обидчикам в Брентфорте. Но после того, как он использует куклу (сунув её в морозилку) против Джуди, та превращается в ледяную статую и не возвращается в нормальное состояние, несмотря на все усилия Питера. |    |                                                          |          |           |             |
| 39 | 13 | «Старая история» «An Old Story (a.k.a. Bark at Jumanji)» | TBA      | TBA       | TBA         |
| После очередного возвращения из Джуманджи Питер и Джуди начинают стремительно стареть. Выясняется, что они угодили в Омут Старения и теперь для возвращения юности нужно испить из золотого кубка, что хранится в руинах Джуманджи-Кана. Герои присоединяются к экспедиции Астона Филипса, который как раз разыскивает этот затерянный город.              |    |                                                          |          |           |             |
| 40 | 14 | «Прощай, Джуманджи» «Good Bye, Jumanji»                  | TBA      | TBA       | TBA         |
| Убегая от очень злобного льва, который преследовал Алана с первого дня его пребывания в Джуманджи, Питер, Джуди и Алан прячутся в пещере и находят там волшебный кристалл, хранящий воспоминания обо всём что происходило в Джуманджи и показывающий прошлое. Герои решают воспользоваться им, чтобы наконец-то узнать подсказку Алана.                    |    |                                                          |          |           |             |